# KkStB 6 sorozat
A kkStB 6 sorozat egy gyorsvonati gőzmozdony, a neves osztrák gőzmozdonyszerkesztő, Karl Gölsdorf legjelentősebb alkotása volt, amely kifejlesztésének idején korszerű szerkezetével és hatalmas méreteivel általános feltűnést keltett és jelentős hatást gyakorolt nem csak a Monarchia, de egész Európa gőzmozdonygyártására. Bár nem Gölsdorf első konstrukciója volt, megjelenése mégis a „Gölsdorf-éra” és az osztrák mozdonygyártás fénykora kezdetének tekinthető.

## Kifejlesztése
A 19. század utolsó évtizedében a gyorsvonatok sebességének növekedése és a korszerű háromtengelyes háló- és étkezőkocsik megjelenése a vonatok tömegét Ausztriában is annyira megnövelte, hogy azokat a meglévő 1'B és 2'B tengelyelrendezésű mozdonyok, (például 4 sorozat) csak költséges előfogatolással voltak képesek továbbítani. Akárcsak Magyarországon, a Monarchia „lajtáninneni” felén is komoly korlátot jelentett a pályákra engedélyezett legnagyobb tengelyterhelés, mely itt 14,5 tonna volt. A szükséges teljesítményigény igényelte mind a gépezet, mind a kazán teljesítményének jelentős növelését, ez utóbbinál a rendelkezésre álló közepes minőségű szenek miatt viszonylag nagyméretű rostély alkalmazására is szükség volt. Gölsdorf a gépezet teljesítményét rendszer alkalmazásával oldotta meg és emiatt szakított a külső elhelyezésű kerettel is. A nagyméretű kazánt pedig magasan a keret fölé kiemelve helyezte el: a hosszkazán sínkoronaszint feletti magassága 2,58 méter lett, messze túlszárnyalva az ekkor Európában szokásos mértéket. Ez az elrendezés lehetővé tette egy viszonylag mély tűzszekrény kialakítását, így aránylag nagy direkt (sugárzó) fűtőfelület biztosítását.

## Szerkezete
A 6 sorozatú mozdonyok tehát belső keretes, 2'B tengelyelrendezésű, azaz két, a keretbe ágyazott kapcsolt kerékpárral és előttük két, forgóvázba ágyazott futókerékpárral készült kéthengeres kompaund gépezetű, szerkocsis gőzmozdonyok voltak.

### Kazán
A mozdonyok kazánjának méretei lényegesen meghaladták elődjéét. A porosz-, más néven Becker-rendszerű állókazánt a keretek fölé emelve, de a hátsó két kapcsolt tengely kerekei között helyezték el. Az 1,42 m belső átmérőjű hosszkazánt három, 15 mm-es folytvas lemezekből álló övből szegecselték össze; a tengelye (középvonala) a sínkorona fölött 2885 mm magasan található – elődjénél fél méterrel magasabban. A kazánt a szokásos módon a füstszekrény alatt, a füstszekrénytartónál rögzítették a kerethez, így hátrafelé dilatálhatott. A minél nagyobb gőztér és a hengerek vízrántásának elkerülése érdekében az első és harmadik kazánövre is egy-egy nagy méretű gőzdóm került melyeket egy vízszintes cső kötött össze. A kazánba 205 darab 46/51 mm átmérőjű folytvas tűzcsövet építettek. A magyar tervezésű mozdonyokhoz képest viszonylag rövid füstszekrényben helyezték el az amerikai rendszerű szikrafogót, a füstszekrényen pedig a Prüssmann-rendszerű kéményt. A gőzfúvó „békaszáj” kivitelű volt. A kazánt 2 db Friedmann-rendszerű frissgőz-lövettyű táplálta vízzel. A gőzdómokat összekötő csőre 2 db közvetett terhelésű rugómérleges biztonsági szelepet szereltek. Az elülső gőzdómban helyezték el a a függőleges tolattyútükörrel készült egyszerű síktolattyús gőzszabályzót, melynek szabályozó rudazatát a kazánon kívül vezették el.

### Gépezet
A két, kereten kívül elhelyezett gőzhenger a korábban készült mozdonyoknál alkalmazottal azonos módon a kapcsolt kerékpárok közül az elsőt hajtotta. A hengerek átmérője megegyezett az 59 sorozatú tehervonati mozdonyokéval. A kompaund mozdonyoknál megszokott módon a nagynyomású hengert a keret jobb, míg a kisnyomásút a bal oldalára szerelték. A jobb oldali gőzhengert függőleges tengelyű beömlőcső kötötte össze a gőzszabályzóval. A jobb oldali forgattyút a bal oldalihoz képest 90°-kal hátrébb ékelték a kerékpártengelyre. A dugattyúrúd átmenő rendszerű volt. A keresztfejek kétvezetékesek voltak. A hajtó- és csatlórudak I alakú keresztmetszettel készültek.
A gőzhengerek üresjárati munkájának (ellenállásának) csökkentésére a kisnyomású hengerre légszeleppel (ún. Ricour-szeleppel) kombinált, nyomásredukáló szelepet szereltek. A mozdonyok gépezetét Gölsdorf-rendszerű indítókészülékkel is ellátták. A nagynyomású henger legnagyobb töltése mindkét irányban 90% a kisnyomású hengeré 91% volt.
A gőzhengerek külső beömlésű kagylós tolattyúkkal készültek, melyeket ellenforgattyús Heusinger–Walschaert-rendszerű vezérművek szabályoztak.  Az ellenforgattyú előremenetben a forgattyút közel 90°-kal követi, más szóval a forgattyúhoz képest hátramaradóként ékelték föl.  A kormányvonórudat kormánycsavarral szabályozták.

### Keret, futómű, mozdonysátor
A mozdony hatalmas, 2140 mm futókör-átmérőjű, nikkelacél anyagú kapcsolt- és 1034 mm átmérőjű futókerékpárokkal készültek. Akkoriban a 90 km/h kerüli sebességekhez szükségesnek tartották az igen nagy átmérőjű kapcsolat kerékpárokat, mely előnyös a gépezet kímélése szempontjából, kis sebességeknél azonban kedvezőtlen. 
A belső elrendezésű, szegecseléssel készült keret a nagyméretű kisnyomású henger miatt különleges kialakítással készült. A két, 30 mm vastag Martin-folytvaslemez hossztartó a hajtókerékpár-ágytok keretkivágásától hátrafelé egymástól 1,2 m távolságban feküdt, előtte viszont a keresztfej-vezeték tartó vonaláig fokozatosan 870 mm távolságra húzták össze és innen újra előre újra párhuzamosan haladtak.A hossztartókat elöl a mellgerenda, hátul a kapocsszekrény kötött össze, közöttük pedig a forgócsapot is befogadó hengermerevítők és a felettük lévő szekrényes füstszekrénytartó, valamint mögötte függőleges folytvaslemez-kereszttartók (ún. keretkötők) merevítettek ki. A szűkülő keretszakaszt még vízszintes kereszttartókkal is megerősítették. Az állókazán elhelyezésére a hossztartók tetejét a két kapcsolt kerékpár között kimetszették.
A tengelyágytokok keretvágásait acélöntésű ágyvezetékek merevítették és az ágytokok kopásai húzóékekkel után állíthatóak voltak. A kapcsolt kerékpárok rugóit, melyeket himbák kötöttek össze, a tengelyek alatt helyezték el. Az elülső futóforgóváz jobb futásminőség és a kedvezőbb terheléseloszlás érdekében szokatlanul nagy, 2700 mm-es tengelytávolsággal készült. A terhelést a forgóvázkeretre a forgócsaptól jobbra és balra egy–egy gömbcsészés csúszóágy vitte át. A főkeretben mereven ágyazott forgócsapot a forgóváz tengelytávolságának felezővonalánál 90 mm-rel hátrébb helyezkedett el. A futókerékpárok rugói a tengelyek fölött voltak.
A mozdonysátor alakja a kor kkStB-mozdonyainak stílusában készült. Elején egy-egy ovális forgóablakot alakítottak ki, oldalra egy szögletes fix ablak került.

### Segédberendezések
A mozdonyra Hardy-rendszerű légűrfékhengert szereltek. A féktuskók a mozdony első hajtott kerékpárját hátulról, a másodikat elölről fékezték, míg a futókerékpárok fékezetlenek voltak. A 6.50 pályaszámtól a futókerékpárok forgóvázközép felé eső oldalára is felszereltek egy-egy féktuskót és a korábban szállított mozdonyokat is ilyenre alakították. Kedvezőtlen tapadási viszonyok esetén Gresham–Rihosek-rendszerű, gőzzel működtethető homokoló juttatott homokot a kapcsolt kerékpárok elé. A homoktartály a mozdony két oldalán, a kapcsolt kerékpárok burkolatánál kialakított szögletes tartályokban tárolták. A mozdonyokat hagyományos bajor rendszerű nagynyomású gőzfűtési berendezéssel látták el, Foster-rendszerű nyomáscsökkentő szeleppel kiegészítve.

### Szerkocsi
A 6 sorozatú mozdonyokhoz a kkStB egyik szabványos háromtengelyes szerkocsitípusát, az 156 sorozatú, későbbi példányoknál a 56 sorozatú szerkocsit kapcsolták. A külső keretes szerkocsi hossztartóit elöl a kapocsszekrény, hátul a vonószekrény kötötte össze. A tengelyek távolsága eltérő, az 1.–2. tengely között 1,7 m, a 2.–3. tengely között 1,5 méteres volt. A tengelyek rugózását laprugók biztosították, melyeket egymással nem kötöttek összes. A 156 sorozatnál szögletes víztartály tetejének két oldalán Gölsdorf-rendszerű töltővályút alakítottak ki, ezek között, a tartályba előre benyúlva helyezkedett el a felülről nyitott szénférő. A szerkocsi minden kerékpárját egy oldalról, hátulról fékezték.

## Próbamenetek
Az első három mozdonyt a kiviteli terveket elkészítő Floridsdorfi Mozdonygyár 1894-ben adta át a kkStB-nek, mely a 5.01–5.03 pályaszámokon vette őket állagba. A próbamenetek fényes sikerrel jártak: a mozdonyok könnyedén elérték a 130 km/órás csúcssebességet és 210 tonna tömegű vonatot sík pályán 100 km/óra, 10‰-es emelkedőn 58 km/h sebességgel továbbítottak. A próbamenetek nyomán a mozdonytípust 90 km/óra legnagyobb sebességre engedélyezték.

## A sorozatgyártás
A jól sikerült típusból a kkStB összesen 60 db-ot állított forgalomba. A mozdonyok szállítása az alábbiak szerint történt:
- 601–603: Floridsdorfi Mozdonygyár, 1894.,
- 604–610: Bécsújhelyi Mozdonygyár, 1894–1895.,
- 611–618: Floridsdorfi Mozdonygyár, 1895.,
- 619–634: az ÁVT Gépgyára, 1895–1896.,
- 635–638: Bécsújhelyi Mozdonygyár, 1896.,
- 639–646: Floridsdorfi Mozdonygyár, 1896.,
- 647–650: Bécsújhelyi Mozdonygyár, 1897.,
- 651–653: az ÁVT Gépgyára, 1897.,
- 654–658: Floridsdorfi Mozdonygyár, 1898.,
- 659–663: Bécsújhelyi Mozdonygyár, 1898.,
- 664–668: az ÁVT Gépgyára, 1898.

A tapasztalatok alapján 647 pályaszámtól kezdve a kisnyomású henger átmérőjét 740 mm-ről 760 mm-re növelték.
A mozdonyok 1898-tól új hadijelet kaptak, mely a típus esetén {\displaystyle {\tfrac {\mathrm {II\ 275} }{\mathrm {B} _{3}}}} lett.

## Üzemük az első világháború végéig
Az új mozdonyokat a kkStB legfontosabb vonalaira irányította. Megjelenésükkel például a Bécs–Prága közötti vonalon a menetidő a számos hegyi szakasz ellenére 12 óráról 8 órára csökkent. További fontos felhasználási területük volt a Bécs–Eger (ma: Cheb; mozdonyváltás Budweisben (ma: České Budějovice)), Prága–Linz és a Bécs–Salzburg közötti vonatok, valamint a karlsbadi (ma: Karlovy Vary) fürdővonatok továbbítása. Természetesen a mozdonyok a híres Orient expressz élén is rendszeresen feltűntek. A korszerűbb mozdonyok forgalom állításával a 6 sorozatú mozdonyok rövidesen kiszorultak e vonalakról és Galícia síkvidéki vonalaira irányították őket, ahol Krakkó–Lemberg között egész az orosz határig közlekedtek.
A mozdonyok számozása 1905-től, a kkStB módosított jelölési rendszere szerint kismértékben megváltozott: ennél a sorozatnál az egyedüli változást az jelentette, hogy a sorozatjel és pályaszám közé pont került.
Az utolsó békeévben az alábbi fűtőházaknál szolgáltak:
- Wien II
- Linz
- Budweis
- Prága FJB
- Pilsen
- Lemberg (ma: Lviv)
- Stanislau (ma: Ivano-Frankivszk)
- Przemyśl
- Stryj (ma: Sztrij)

Az első világháború alatt 38 mozdonyt a 106 sorozatú mozdonyokéval azonos kazánnal láttak el.

## A háború után
Az első világháború alatt öt mozdony orosz hadizsákmány lett, egy további példány pedig baleset miatt selejtezésre került. A megmaradt mozdonyok közül a háborút követően a kkStB mozdonyállagának felosztása után a 6-osok közül
- 20 db a BBÖ-höz,
- 32 db a ČSD-hez,
- 10 db a PKP-hez került.

### Ausztria
A BBÖ-nél kis teljesítményük miatt vonali szolgálatra nem voltak alkalmasak, kis tapadási tömegük és nagy kerékátmérőik miatt pedig tolató szolgálatra sem lehetett őket felhasználni, így 1932-ig mindet kiselejtezték.

### Csehszlovákia
A ČSD az első években a korábbi sorozat- és pályaszámokon üzemeltette a járműveket. A Monarchia vasúttársaságai járműparkjának végleges felosztása után, 1925-ben bevezetett jelölési rendszerébe a vasút 28 db-ot vett fel: a mozdonyok 264.001–28 pályaszámokkal. A szerkocsik az 517.0 és 516.0 sorozatjelet kapták. A két háború közötti időszakban folyamatosan csökkenő állománnyal ugyan, de még könnyű személyvonati szolgálatot elláttak. Az utolsó példányt 1940-ben törölték az állagból.

### Lengyelország
A PKP-nál 9 mozdony érte meg az átszámozást. A Pd 12-1–9 pályaszámot kapott mozdonyokat 1936-ig mind selejtezték.